# Chilina rushii
Chilina rushii is een slakkensoort uit de familie van de Chilinidae. De wetenschappelijke naam van de soort is voor het eerst geldig gepubliceerd in 1896 door Pilsbry.